# Festival international du film de Thessalonique 2013
Le festival international du film de Thessalonique 2013 est la 54e édition du festival (en grec moderne : 54° Φεστιβάλ Κινηματογράφου Θεσσαλονίκης), et se déroule du 1er au 10 novembre 2013.

## Jury

### Compétition internationale
- Alexander Payne, réalisateur  États-Unis (président du jury)
- Scott Foundas, critique  États-Unis
- Ada Solomon, producteur  Roumanie
- K.Bhta, compositeur  Grèce
- Édouard Waintrop, directeur artistique de la Quinzaine des réalisateurs à Cannes  France

### Prix FIPRESCI
- Magda Mihailescu  Roumanie (présidente du jury)
- Dubravka Lakic  Serbie
- Bojidar Manov  Bulgarie
- Boyd Van Hoeij  Luxembourg
- Dennis West  États-Unis

## Sélection

### Compétition internationale
- Pelo malo de Mariana Rondón (de)  Venezuela
- Bluebird (en) de Lance Edmands  États-Unis  Suède
- Coming Forth by Day (Al-khoroug lel-nahar) de Hala Lotfy  Égypte  Émirats arabes unis
- Good Night de Sean H.A. Gallagher  États-Unis
- Miracle (Zázrak) de Juraj Lehotský,  République tchèque  Slovaquie
- Molasses de Carlos Lechuga  Cuba  France  Panama
- Mouton de Gilles Deroo et Marianne Pistone  France
- Sunshine Boys de Tae-gon Kim  Corée du Sud
- Suzanne de Katell Quillévéré  France
- La chupilca del Diablo d'Ignacio Rodriguez  Chili
- L'Éternel Retour d'Antonio Paraskeva (Η αιώνια επιστροφή του Αντώνη Παρασκευά) d'Elina Psykou  Grèce  République tchèque
- Rêves d'or (La jaula de oro) de Diego Quemada-Diez  Mexique  Espagne
- Nous (Vi) de Mani Maserrat  Suède
- Wild Duck de Yiannis Sakaridis  Grèce

### Films grecs
- L'Éternel Retour d'Antonio Paraskeva (Η αιώνια επιστροφή του Αντώνη Παρασκευά) de Elina Psykou  Grèce  République tchèque
- Goldfish de Thanos Tsavlis  Grèce
- Miss Violence de Alexandros Avranas  Grèce
- One Last Joke (Η τελευταία φάρσα) de Vassilis Raisis  Grèce
- The Prophet (Ο προφήτης) de Dimitris Poulos  Grèce
- Standing Aside, Watching (Να κάθεσαι και να κοιτάς) de Yorgos Servetas  Grèce
- Wild Duck de Yiannis Sakaridis  Grèce
- The Winter (Ο χειμώνας) de Constantinos Koutsoliotas  Grèce  Royaume-Uni

### Open Horizons
- A Long and Happy Life de Boris Khlebnikov  Russie
- A Teacher de Hannah Fidell  États-Unis
- Alì Blue Eyes de Claudio Giovannesi  Italie
- Carmina or Blow Up de Paco León  Espagne
- Celestial Wives of the Meadow Mari de Aleksei Fedorchenko
- Club Sandwich de Fernando Eimbcke  Mexique
- Eastern Boys de Robin Campillo  France
- Grand Central de Rebecca Zlotowski  France
- Hide Your Smiling Faces de Daniel Patrick Carbone  États-Unis
- Honeymoon de Jan Hřebejk  République tchèque  Slovaquie
- I Used to Be Darker de Matt Porterfield  États-Unis
- IRL – In Real Life de Jonas Elmer  Danemark
- It's All So Quiet de Nanouk Leopold  Allemagne  Pays-Bas
- Le Démantèlement de Sébastien Pilote  Canada
- Mother, I Love You (Mammu, es tevi mīlu) de Jānis Nords  Lettonie
- My Dog Killer (Môj pes Killer) de Mira Fornay  République tchèque  Slovaquie
- Northwest de Michael Noer  Danemark
- Odayaka de Nobuteru Uchida  Japon
- Papusza de Joanna Kos-Krauze et Krzysztof Krauze  Pologne
- Penumbra de Eduardo Villanueva
- Rags and Tatters de Ahmad Abdalla  Égypte
- Rosie de Marcel Gisler  Suisse
- Salvo de Fabio Grassadonia et Antonio Piazza  Italie  France
- Sanctuary de Fredrik Edfeldt  Suède
- Shirley – Visions of Reality de Gustav Deutsch  Autriche
- Six Acts de Jonathan Gurfinkel  Israël
- Soldier Jane de Daniel Hoesl  Autriche
- Stop the Pounding Heart de Roberto Minervini  États-Unis  Italie  Belgique
- Stop-over de Kaveh Bakhtiari  Suisse  France
- Talea de Katharina Mückstein  Autriche
- The Good Life de Jean Denizot  France
- The Hour of the Lynx de Søren Kragh-Jacobsen  Danemark
- The Kampala Story de Donald Mughisha et Kasper Bisgaard  Danemark  Ouganda
- The Last Match de Antonio Hens  Espagne  Cuba
- The Notebook (A nagy füzet) de János Szász  Hongrie  Allemagne
- The Quispe Girls de Sebastián Sepúlveda  Chili  France  Argentine
- The Retrieval de Chris Eska  États-Unis
- The Tears de Pablo Delgado Sánchez  Mexico
- Vic+Flo ont vu un ours de Denis Côté  Canada
- Quand je t'ai vu (Lamma shoftak) de Annemarie Jacir  Palestine  Jordanie  Émirats arabes unis  Grèce
- Zoran, Μy Νephew the Ιdiot de Matteo Oleotto  Italie  Slovénie

### Hors compétition
- Only Lovers Left Alive de Jim Jarmusch  États-Unis (film d'ouverture)
- Nebraska d'Alexander Payne  États-Unis (film de clôture)

### Current
- A Spell to Ward Οff the Darkness de Ben Russell et Ben Rivers  Estonie  Finlande  Norvège
- Hank and Asha de James E. Duff  États-Unis
- Hungry Man de Philip Martin  France
- In Here de Mateo Bendesky  Argentine
- The Exercise of Chaos de Federico Machado  Brésil
- L'Étrange Couleur des larmes de ton corps de Hélène Cattet et Bruno Forzani  France  Belgique  Luxembourg
- The Voice of the Voiceless de Maximón Monihan  États-Unis

### Séances spéciales
- Un château en Italie de Valeria Bruni-Tedeschi  France
- Concrete Night (Betoniyö) de Pirjo Honkasalo  Finlande  Suède  Danemark
- Decalogue (Dekalog) de Krzysztof Kieslowski  Pologne
- Ida de Paweł Pawlikowski  Pologne
- Like Father, Like Son (そして父になる) de Hirokazu Kore-eda  Japon
- Manuscripts Don't Burn (Dast-neveshtehaa nemisoozand) de Mohammad Rasoulof  Iran
- Miss Violence de Alexandros Avranas  Grèce
- Night Moves de Kelly Reichardt  États-Unis
- Haewon et les hommes (누구의 딸도 아닌 해원) de Hong Sang-soo  Corée du Sud
- Oktober November de Götz Spielmann  Autriche
- Paradis : Espoir (Paradies: Hoffnung) de Ulrich Seidl  Autriche  Allemagne  France
- Historia de la meva mort de Albert Serra  Espagne  France
- Tom à la ferme de Xavier Dolan  Canada  France
- La Vénus à la fourrure de Roman Polanski  France  Pologne

### The European Parliament’sLUX Prize
- Miele de Valeria Golino  France  Italie
- Alabama Monroe (The Broken Circle Breakdown) de Felix van Groeningen  Belgique
- Le Géant égoïste (The Selfish Giant) de Clio Barnard  Royaume-Uni

## Palmarès

### Compétition
- Prix Theo Angelopoulos (Alexandre d'or) : Rêves d'or de Diego Quemada-Diez  Mexique  Espagne[1]
- Prix spécial du jury (Alexandre d'argent) : Suzanne de Katell Quillévéré  France
- Prix spécial du jury pour l'originalité et l'innovation (Alexandre de bronze) : Pelo malo de Mariana Rondón (de)  Venezuela
- Meilleur réalisateur : Diego Quemada-Díez pour Rêves d'or  Mexique
- Meilleur scénario : Kim Tae-gon pour The Sunshine Boys  Corée du Sud
- Meilleure actrice : Sara Forestier pour Suzanne  France
- Meilleur acteur (ex æquo) :
  - Chrístos Stérgioglou pour L'Éternel retour d'Antonio Paraskeva  Grèce
  - Jaime Vadell pour La chupilca del Diablo  Chili
- Prix artistiques du meilleur acteur dans un second rôle : François Damiens pour Suzanne  Belgique
- Mention spéciale de la meilleure image : Mahmoud Lofty pour Coming Forth by Day  Égypte

### Autres prix
- Prix FIPRESCI du meilleur film international : Pelo malo de Mariana Rondón (de)  Venezuela
- Prix FIPRESCI du meilleur film grec : L'Éternel retour d'Antonio Paraskeva d'Elina Psykou  Grèce  République tchèque
- Prix Michael Cacoyannis du meilleur film grec : One Last Joke de Vassilis Raisis  Grèce
- Human Values Award : Rêves d'or de Diego Quemada-Diez  Mexique  Espagne
- Prix du public : Rêves d'or de Diego Quemada-Diez  Mexique  Espagne